# Матиас Хьопфнер
Матиас Хьопфнер (на немски: Mathias Höpfner) е германски дипломат.
Завършва право, работи известно време като научен сътрудник в Института за международно и сравнително публично право „Макс Планк“ в Хайделберг.

## Дипломация
- Посланик в Република Ирландия от 2014 г.
- Посланик в България (9 септември 2009 – 8 август 2014)
- Посланик в Канада (2006 – 2009)
- Заместник-директор на икономическия отдел на външното министерство (2002 – 2006)
- Ръководител на сектор в кабинета на външния министър (1998 – 2002)
- Заместник-посланик в Триполи, Либия (1995 – 1997)
- Посланик в Индонезия (1989 – 1992)

## Отличия
- На 8 август 2014 г. е удостоен с орден „Стара планина“ първа степен „за изключителните му заслуги в областта на двустранните отношения между Република България и Федерална република Германия“.[2]